# Makgeolli
El makgeolli, también conocido como makkoli o makuly(takju) —a veces llamado en Occidente vino de arroz coreano—, es una bebida alcohólica tradicional originaria de Corea. Se hace a partir de una mezcla de trigo y arroz con nuruk, lo que la da un color blanquecino lechoso, y un sabor dulce. Se elabora fermentando la mezcla de arroz hervido, trigo y agua, y contiene un contenido alcohólico del 6,5–7%. La mayoría del makgeolli contiene actualmente más trigo que arroz, y algunas marcas no contienen nada de arroz. Originalmente fue bastante popular entre los granjeros, lo que le ganó el nombre de nongju (농주/農酒), que significa ‘licor del granjero’. Sin embargo, recientemente se ha empezado a hacer más popular en las ciudades, especialmente entre los jóvenes. El dongdongju (동동주) es una bebida muy parecida al makgeolli, y ambos se consumen popularmente con los «panqueques» coreanos llamados pajeon (파전) o bindaetteok (빈대떡). 
Además, el makgeolli se usa durante ritos ancestrales en Corea.
Comercialmente, el makgeolli se encuentra mayoritariamente en botellas de plástico o envases sellados. Tradicionalmente se sirve en un tazón grande de metal o madera del que se llenan tazas o cuencos individuales usando un cazo. Como es una bebida sin filtrar, normalmente se agita o remueve antes de tomarlo, ya que la parte blanquecina tiende a asentarse en el fondo, dejando un líquido claro amarillo pálido encima.